# 10-cm-Nebelwerfer 40
Der 10-cm-Nebelwerfer 40 war ein Granatwerfer-System der deutschen Wehrmacht im Zweiten Weltkrieg, das über eine Hinterlader-Mechanismus und eine Rücklaufbremse verfügte.

## Geschichte
Der Werfer, der im Jahre 1939/40 bei Rheinmetall aus dem Nebelwerfer 51/52 entwickelt wurde, verfügte mit einer Schussweite von 6.000 m über eine deutlich höhere Reichweite als der seit 1934 von der Truppe verwendete 10-cm-Nebelwerfer 35, der mit einem einfachen Granatwerfer-Konzept eine maximale Reichweite von 3.000 m erreichen konnte. Offiziell erst am 8. Januar 1942 eingeführt, war die Waffe spätestens seit der Erstellung einer „Vorläufigen Bedienungsanleitung“ am 15. März 1941 in der Truppenerprobung. Für die Luftlandeverbände wurde eine noch leichtere Version entwickelt.
Beim achtfachen Gewicht des 10-cm-Nebelwerfers 35 und einem Stückpreis von 14.000 Reichsmark wurde er nur in begrenzter Stückzahl hergestellt. Für den Werfer gab es 8,65 kg schwere Spreng- und 8,9 kg schwere Nebelgranaten.

## Einsatz
Der Werfer wurde in speziellen Nebelwerfer-Abteilungen, anfangs zusammen mit dem 10-cm-Nebelwerfer 35, eingesetzt. Am 22. Juni 1941, bei Beginn des Deutsch-Sowjetischen Krieges, standen 10 Nebelwerfer-Abteilungen bereit. Diese hatten jeweils 2 Nebelwerfer-Kompanien mit je 6 Werfern. Die Werfer-Abteilungen wurden den Armeeoberkommandos und Armee-Korps als Schwerpunktwaffe unterstellt. Ab Ende 1942 kam der Werfer auch in den neu aufgestellten Luftwaffen-Felddivisionen zum Einsatz. Er wurde ab 1941 durch den 15-cm-Nebelwerfer 41 Mehrfachraketenwerfer ersetzt.
Dokumentiert ist die spezielle Verwendung des 10-cm-Nebelwerfer 40 in der OKH Gliederung vom 15. Juni 1942 für die I. Nebel-Abteilung des Werfer-Lehr-Regiments. Andere Verbände scheinen die Waffe nicht offiziell als Ausrüstung erhalten zu haben.
Auch im Gebirge oder bei Schnee konnte der 10-cm-Nebelwerfer 40 transportiert werden. Dazu wurden sogenannte Skikufen bereitgestellt. Diese bestanden aus zwei Radkufen und einer Spornkufe und dienten zum Fortbewegen des leichten Infanteriegeschützes im tiefen Schnee. Zeitgleich zum Transport konnten die Kufen auch als Schießunterlage für das Geschütz genutzt werden. Oftmals wurden diese Kufen, durch zur Verfügung gestellter Zeichnungen, selbst angefertigt. Gezogen wurde das Geschütz dann durch die Soldaten selber.

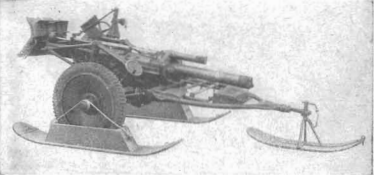
Der Nebelwerfer auf Skikufen